# Епархия Кимберли
Епархия Кимберли (лат. Dioecesis Kimberleyensis) — епархия Римско-Католической Церкви с центром в городе Кимберли, ЮАР. Епархия Кимберли входит в митрополию Блумфонтейна. Кафедральным собором епархии Кимберли является церковь Пресвятой Девы Марии, которая находится в городе Кимберли.

## История
4 июня 1886 года Святой Престол учредил апостольский викариат Кимберли в Оранжевой Республике, выделив его из апостольских викариатоа Мыса Доброй Надежды и Центрального района (сегодня — Епархия Оудсхурна) и Наталя (сегодня — Архиепархия Дурбина).
8 мая 1894 года апостольский викариат Кимберли в Оранжевой Республике передал част своей территории апостольской префектуре Басутоленда (сегодня — Архиепархия Масеру).
В 1918 году апостольский викариат Кимберли в Оранжевой Республике был переименован в апостольский викариат Кимберли.
26 ноября 1923 года и 9 апреля 1948 года апостольский викариат Кимберли в Южной Африке передал часть своей территории для возведения апостольской префектуры Крунстада (сегодня — Епархия Крунстада) и апостольского викариата Претории (сегодня — Архиепархия Претории).
11 января 1951 года Римский папа Пий XII издал буллу Suprema Nobis, которой преобразовал апостольский викариат Кимберли в епархию. В этот же день епархия Кимберли передала часть своей территории для образования новой архиепархии Блумфонтейна.
2 апреля 1959 года епархия Кимберли передала часть своей территории новой апостольской префектуре Бечуаналенда (сегодня — Епархия Габороне).

## Ординарии епархии
- епископ Matteo Gaughren O.M.I.[1] (13.01.1902 — 1917);
- епископ Herman Joseph Meysing O.M.I. (19.12.1929 — 11.01.1951) — назначен архиепископом Блумфонтейна;
- епископ John Boekenfoehr O.M.I. (24.03.1953 — 1.07.1974);
- епископ Erwin Hecht O.M.I. (1.07.1974 — 15.12.2009);
- епископ Abel Gabuza (23.12.2010 — по настоящее время).

## Источник
- Annuario Pontificio, Libreria Editrice Vaticana, Città del Vaticano, 2003, стр. 958, ISBN 88-209-7422-3
- Булла Suprema Nobis, AAS 43 (1951), стр. 257 (лат.)